# NS 4200
De serie NS 4200 was een serie locomotieven die kort na de Tweede Wereldoorlog dienst gedaan hebben bij de Nederlandse Spoorwegen. Het waren van oorsprong Duitse locomotieven.

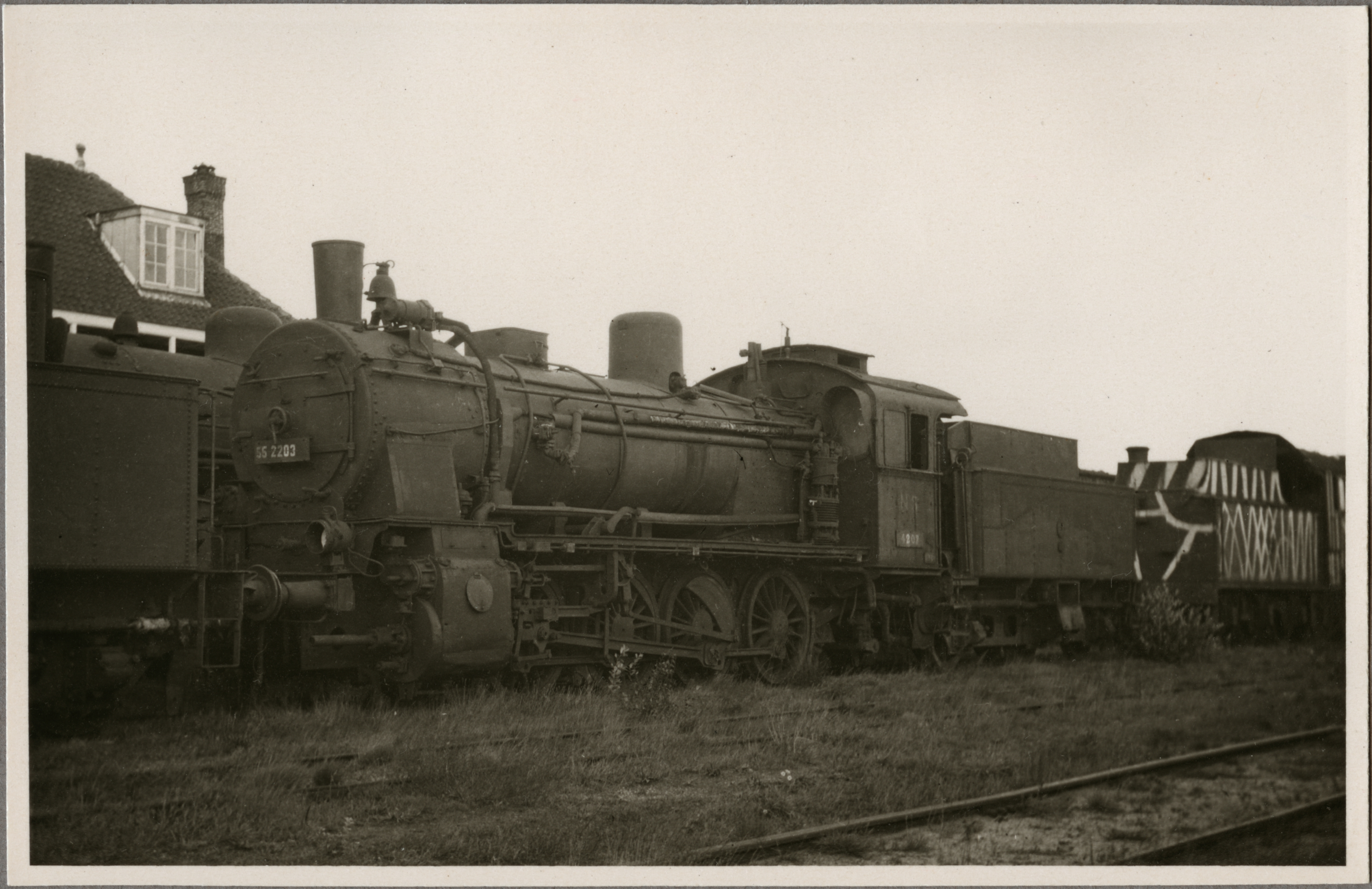
NS 4207 te Amsterdam (ca. 1947)